# Datenermittlung

REFA Standardprogramm Datenermittlung

Datenermittlung (englisch data determination) ist in der Informationstheorie die Ist-Aufnahme jeder Art von Daten und Informationen für Zwecke der Analyse, Entscheidung oder Dokumentation.

## Allgemeines
Für eine spätere Datenerfassung ist zwischen analogen und digitalen Daten zu unterscheiden. Diese können gewonnen werden durch schriftliche oder mündliche Befragung, Beobachtung, Experiment, Fragebogen, Interview, Datenträger oder aus Statistiken und technischen Daten.

## Verarbeitungsprozess
Analoge Daten können bei der Datenermittlung durch Digitalisierung in digitale umgewandelt werden. Datenermittlungen sind dabei so zu organisieren, dass ihre Grenzkosten dem Grenznutzen entsprechen. Nach der Datenaufbereitung werden sie durch Datenerfassung in einer Datenverarbeitungsanlage durch Speichern festgehalten. Sodann stehen sie für Analyse, Entscheidung oder Dokumentation zur Verfügung.

## Arbeitsstudium
Im Arbeitsstudium wird unter Datenermittlung die Abarbeitung des REFA Standardprogramm Datenermittlung (Bild) verstanden.

## Abgrenzung
Bei der Datenerhebung wird von vorneherein ein bestimmter Zweck verfolgt, so dass die erhobenen Daten zweckorientiert sind. Die Datenermittlung dagegen sammelt alle vorkommenden Daten.